# Maraschia
Maraschia é um gênero de traça pertencente à família Arctiidae.